# GTK (boîte à outils)
Pour les articles homonymes, voir GTK.

Wayland, libwayland-client et GTK

GTK (The GIMP Toolkit, anciennement GTK+) est un ensemble de bibliothèques logicielles, c'est-à-dire un ensemble de fonctions permettant de réaliser des interfaces graphiques. Cette bibliothèque a été développée originellement pour les besoins du logiciel de traitement d'images GIMP. GTK est maintenant utilisé dans de nombreux projets, dont les environnements de bureau GNOME, Xfce, Lxde et ROX.
GTK est un projet libre (licence GNU LGPL 2.1) et multiplate-forme.

## Langages

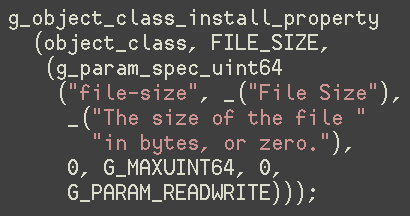
Exemple d'utilisation de GObject

GTK est écrit en langage C et utilise pourtant le paradigme de la programmation orientée objet grâce à la bibliothèque GObject. Il est également possible d'utiliser GTK dans de nombreux autres langages de programmation: C++ (avec gtkmm), C# et Visual Basic (Gtk#), F# (Gtk#), Java (java-gnome (en)), JavaScript, Perl, Python, Vala, Ada, D, Fortran, Haskell, OCaml, PHP, Ruby (Ruby-GNOME2 (tr)), Rust, etc.

## Apparence
GTK est l'interface de différents environnements de bureau comme GNOME, Xfce ou encore ROX ce qui permet une intégration parfaite. Il s'intègre également dans d'autres environnements de bureau GNU/Linux grâce à un moteur de thème qui mime l'interface initiale. Il en va de même sur Windows et Mac OS X.
Parmi ces moteurs de thèmes, on retrouve Luna (Windows XP), Motif, Qt ou NeXTSTEP. Mais aussi des moteurs originaux comme Industrial par Novell ou Bluecurve par Red Hat.

## GTK+ 2
GTK+2 a succédé à GTK+1.2, marquant une rupture de compatibilité. Ainsi, les applications basées sur GTK+1.2 et souhaitant utiliser GTK+2 ont dû être adaptées.
La bibliothèque intègre un nouveau système de rendu du texte utilisant Pango, un nouveau moteur de thème, une meilleure accessibilité en utilisant ATK (Accessibility Toolkit), prend en charge complètement Unicode en utilisant l'UTF-8 et une API plus flexible.
Quelques évolutions notables :
- GTK+ 2.4 introduit un nouveau sélecteur de fichiers qui sera perfectionné progressivement par la suite.
- GTK+ 2.8 permet l'exploitation de Cairo.
- GTK+ 2.10 offre un système complet pour l'impression et gère la liste des fichiers récemment ouverts.
- GTK+ 2.12 inclut GtkBuilder comme remplaçant de libglade
- GTK+ 2.18 introduit le procédé client-side windows[6] qui consiste à transférer le plus possible le dessin des fenêtres du serveur X à GTK+ (plus précisément GDK). Un des bénéfices immédiats est de fluidifier l'affichage lors des défilements[7]. À terme elle offre la possibilité de transformer/animer à volonté les widgets GTK+ (boutons, etc.)[8].
- Préparant la version 3.0, la version 2.22 court-circuite GDK pour confier directement à Cairo la plus grande partie du rendu graphique[9].
- GTK+ 2.24 est la dernière version de la série 2.x[10]. Des versions correctives de cette version majeure sont régulièrement livrées, jusqu'à la sortie de GTK 4.0. Début 2013, la dernière version en date est GTK 2.24.14. Celle-ci contient d'importants correctifs (notamment de fuites de mémoire affectant les utilisateurs de GTK sous Windows). Le 16 Décembre 2020, La fondation GTK annonce la fin de maintenance de GTK+ 2.24 avec la sortie de la version GTK+ 2 finale, la 2.24.33[11].

## GTK+ 3
Sortie le 10 février 2011, GTK+ 3.0 est une version majeure qui rompt la compatibilité avec la série 2.xx (pour faciliter la transition, les deux versions peuvent être installées en parallèle). GTK+ 3.0 constitue notamment l'aboutissement du projet Ridley qui est un travail de longue haleine consistant à consolider dans GTK+ les fonctions proposées dans des bibliothèques éparses dont la maintenance n'est pas correctement assurée,. Par ailleurs cette version offre une meilleure intégration de Cairo, une moindre dépendance à X11 (GTK+ 3 peut s'interfacer également avec Win32, Quartz, Wayland et HTML5/Broadway), l'utilisation de XInput2 ainsi qu'un système de thèmes basé sur le langage CSS.
Quelques évolutions notables :
- GTK+ 3.2 intègre dorénavant la bibliothèque gérant l'accessibilité Gail (GNOME Accessibility Implementation Library)[15].
- GTK+ 3.4  intègre une gestion basique des événements tactiles (et supporte le défilement doux)[16].
- GTK+ 3.8  prend en charge Wayland 1.0[17].

Outre les applications au cœur de GNOME 3, les logiciels suivants sont compatibles GTK+ 3 : gThumb 3.0.0, Shotwell 0.12, Liferea 1.10, Pitivi 0.91, Subtitle Editor 0.50.0, LibreOffice 5.0.0, Eclipse 4.4, les versions GNU/Linux de Firefox 46 et Thunderbird 52, GParted 1.0.0, Inkscape 1.0…
Xfce a achevé son port vers GTK+ 3 avec sa version 4.14, et MATE avec sa version 1.1.18.

## GTK 4
En février 2018, lors du GTK+ hackfest, a été lancée la nouvelle feuille de route du développement de la version 4. Elle sort le 16 décembre 2020.
GTK 4.2.0, sorti le 30 mars 2021, ajoute le NGL (New GL) renderer, qui améliore les performances, il est toujours possible d'utiliser l'ancien mode via export GSK_RENDERER=gl. Il permet l’accélération matérielle sur les mobiles tournant sous GNU/Linux comme le PinePhone, avec l'application Megapixels, spécialisée dans la capture de photo.
GTK 4.4.0 est sorti le 23 août 2021. Le NGL renderer continue d'être amélioré. Sous Windows, GL est désormais utilisé pour jouer des media. Les thèmes ont été réorganisés et renommés. L'Inspecteur d'applications GTK est désormais activé par défaut. 

## Critiques
La critique de GTK la plus courante concerne l'absence de rétrocompatibilité aux niveau de l'API et des thèmes,. Chaque version majeure rompt la compatibilité avec la version précédente, obligeant les développeurs à réécrire des parties du code source pour lui permettre de fonctionner avec une nouvelle version de GTK,,.